# Zuidelijke Roeibond
De Zuidelijke Roeibond is een samenwerkingsverband van de 16 roeiverenigingen in de zuidelijke Nederlandse provincies Limburg, Noord-Brabant en Zeeland. De ZRB is opgericht op 18 juni 1969. Ook wordt met deze afkorting verwezen naar de nationale roeiwedstrijd die door de bond wordt georganiseerd.

## Algemeen
De ZRB heeft tot doelstelling om de roeisport in deze provincies te bevorderen. Daarvoor ondersteunt zij de roeiverenigingen in deze provincies middels regionale cursussen en ook, in overleg met verenigingen, cursussen ter plaatse.
Daarnaast organiseert zij verschillende regionale roeiwedstrijden. Tevens organiseert zij sinds 1985 een Nationale roeiwedstrijd op de watersportbaan Tilburg in Hilvarenbeek (nabij het recreatiegebied De Beekse Bergen).
De Zuidelijke Roeibond is aangesloten bij de Koninklijke Nederlandsche Roeibond (KNRB).
De volgende verenigingen zijn lid van de ZRB:
| Vereniging                    | Plaats           | Oprichting |
| ----------------------------- | ---------------- | ---------- |
| R.V. Aeneas                   | Roermond         | 1978       |
| A.R.V. AROSS                  | Oss              | 1983       |
| E.R.V. Beatrix                | Eindhoven        | 1963       |
| R.V. Breda                    | Breda            | 1974       |
| De Drie Provinciën            | Katwijk (NB)     | 1992       |
| CR & ZV Dudok van Heel        | Breda            | 1905       |
| R.V. de Hertog                | 's-Hertogenbosch | 1992       |
| R.V. Honte                    | Middelburg       | 1960       |
| Maastrichtsche Watersportclub | Maastricht       | 1914       |
| Roosendaalse Roeivereniging   | Roosendaal       | 1988       |
| RV ROWDOW                     | Terneuzen        | 1988       |
| M.S.R.V. Saurus               | Maastricht       | 1983       |
| G.R.V. Scaldis                | Goes             | 1985       |
| E.S.R. Thêta                  | Eindhoven        | 1975       |
| Tilburgse Open Roeivereniging | Tilburg          | 1985       |
| T.S.R. Vidar                  | Hilvarenbeek     | 1961       |

## ZRB-roeiwedstrijden
De sinds 1985 georganiseerde nationale wedstrijd is uitgegroeid tot een belangrijke wedstrijd op de nationale roeikalender met een groot en breed deelnemersveld. De wedstrijden worden vaak samen met een lustrerende vereniging van de ZRB georganiseerd.